# Рудник Черетто-Піано
Рудник Черетто-Піано (Cerreto Piano) — колишня копальня у італійському регіоні Тоскана, дещо більш ніж за сім десятків кілометрів на південь від Сієни.
Черетто-Піано відносився до гірничодобувного регіону вулкану Монте-Аміата, відомого своїми копальнями ртутної руди (набільшими з них були Аббадія-Сан-Сальваторе та Сієле). Поклади ртуті в Черетто-Піано виявили в 1898-му, а з 1908-го почали їх розробку, яку організував інженер Енріко Ясінкі (до того був директором інших ртутних копалень регіону – Корначчіно та Кортевекк'я).
В 1917-му рудник Черетто-Піано перейшов до Banca Italiana di Sconto, після банкрутства якого в 1921 році розробка родовища тимчасово призупинилась. В подальшому в історії копальні було ще кілька періодів активності, при цьому з 1927-го гірничою ліцензією Черетто-Піано володіла компанія Societe Italiana Anonima Mercurio, а в 1939-му вона перейшла до компанії Auletta Armenise. Є відомості, що один з таких періодів активності почався в 1935 – 1937 роках, коли довжина підземних виробіток рудника становила біля двох кілометрів, проте у підсумку роботи довелось зупинити через небезпечні гази. Відомо про існування шахтних стовбурів «Уно» (також відомий як «Ольга»), «Дуо», «Тре» (вентиляційний) та «Кваттро» (мав стати основним стовбуром рудника, проте так і не встиг перебрати на себе цю функцію).
Останній етап розробки стартував в 1964-му та тривав до закриття копальні в 1971-му. На цей раз роботи провадили відкритим способом через кар’єр «Зольф’єр» (Zolfiere), розташований поблизу старовинної сірчаної копальні Зольф’єр. Кар’єр видавав руду з дуже низьким вмістом цільового матеріалі – лише 0,03%, що призвело до запуску в 1963-му збагачувальної фабрики, яка спершу флотацією доводила вміст ртуті до 2,7%, а потім за допомогою вібрації збільшувала цей показник до 15%.
З 1923-го копальня мала власне плавильне виробництво, на якому в 1958-му замінили старі печі Чермака-Шпірека на нові багатоподові типу «Пасифік».